# Giuseppe Passigli
Giuseppe Passigli (Livorno, 6 ottobre 1881 – 1953) è stato un giornalista, politico e sindacalista italiano.

## Biografia
Di famiglia ebrea e di origine livornese, nel 1918 fu membro del Comitato di Salute Pubblica che resse la città di Trieste dopo la resa degli asburgici. Segretario della locale Camera del Lavoro fino al 1919, diresse il giornale socialista Il Lavoratore, dalle cui colonne polemizzò con Gabriele D'Annunzio durante l'Impresa di Fiume. Nel 1921 partecipò, sulle posizioni degli unitari di Giacinto Menotti Serrati, al Congresso di Livorno, al termine del quale venne eletto nella direzione del Partito Socialista Italiano e divenne redattore capo dell'Avanti!.